# Please Forgive Me
Please Forgive Me is een single uit 1993 van de Canadese zanger Bryan Adams. Het werd uitgebracht als bonus track van het greatest hits album So Far So Good.

## Tracklist
1. Please Forgive Me 5:56
2. Cuts Like A Knife 5:16

## Video
De videoclip is opgenomen in een opnamestudio en is voorzien van Bryan Adams, zijn band en een hond. Bryan Adams en zijn bandleden raakte bevriend met de hond - die behoorde tot de studio eigenaar - tijdens het opnemen van de track.

## Hitnoteringen

### Nederlandse Top 40
| In de Nederlandse Top 40 -- binnen: 06-11-1993 | In de Nederlandse Top 40 -- binnen: 06-11-1993 | In de Nederlandse Top 40 -- binnen: 06-11-1993 | In de Nederlandse Top 40 -- binnen: 06-11-1993 | In de Nederlandse Top 40 -- binnen: 06-11-1993 | In de Nederlandse Top 40 -- binnen: 06-11-1993 | In de Nederlandse Top 40 -- binnen: 06-11-1993 | In de Nederlandse Top 40 -- binnen: 06-11-1993 | In de Nederlandse Top 40 -- binnen: 06-11-1993 | In de Nederlandse Top 40 -- binnen: 06-11-1993 | In de Nederlandse Top 40 -- binnen: 06-11-1993 | In de Nederlandse Top 40 -- binnen: 06-11-1993 | In de Nederlandse Top 40 -- binnen: 06-11-1993 | In de Nederlandse Top 40 -- binnen: 06-11-1993 | In de Nederlandse Top 40 -- binnen: 06-11-1993 | In de Nederlandse Top 40 -- binnen: 06-11-1993 | In de Nederlandse Top 40 -- binnen: 06-11-1993 |
| Week:                                          | 1                                              | 2                                              | 3                                              | 4                                              | 5                                              | 6                                              | 7                                              | 8                                              | 9                                              | 10                                             | 11                                             | 12                                             | 13                                             | 14                                             | 15                                             |                                                |
| ---------------------------------------------- | ---------------------------------------------- | ---------------------------------------------- | ---------------------------------------------- | ---------------------------------------------- | ---------------------------------------------- | ---------------------------------------------- | ---------------------------------------------- | ---------------------------------------------- | ---------------------------------------------- | ---------------------------------------------- | ---------------------------------------------- | ---------------------------------------------- | ---------------------------------------------- | ---------------------------------------------- | ---------------------------------------------- | ---------------------------------------------- |
| Positie:                                       | 31                                             | 20                                             | 14                                             | 9                                              | 3                                              | 3                                              | 5                                              | 5                                              | 4                                              | 5                                              | 5                                              | 5                                              | 9                                              | 16                                             | 29                                             | uit                                            |

### Mega Top 50
| In de Nederlandse Mega Top 50 -- binnen: 06-11-1993 | In de Nederlandse Mega Top 50 -- binnen: 06-11-1993 | In de Nederlandse Mega Top 50 -- binnen: 06-11-1993 | In de Nederlandse Mega Top 50 -- binnen: 06-11-1993 | In de Nederlandse Mega Top 50 -- binnen: 06-11-1993 | In de Nederlandse Mega Top 50 -- binnen: 06-11-1993 | In de Nederlandse Mega Top 50 -- binnen: 06-11-1993 | In de Nederlandse Mega Top 50 -- binnen: 06-11-1993 | In de Nederlandse Mega Top 50 -- binnen: 06-11-1993 | In de Nederlandse Mega Top 50 -- binnen: 06-11-1993 | In de Nederlandse Mega Top 50 -- binnen: 06-11-1993 | In de Nederlandse Mega Top 50 -- binnen: 06-11-1993 | In de Nederlandse Mega Top 50 -- binnen: 06-11-1993 | In de Nederlandse Mega Top 50 -- binnen: 06-11-1993 | In de Nederlandse Mega Top 50 -- binnen: 06-11-1993 | In de Nederlandse Mega Top 50 -- binnen: 06-11-1993 | In de Nederlandse Mega Top 50 -- binnen: 06-11-1993 |
| Week:                                               | 1                                                   | 2                                                   | 3                                                   | 4                                                   | 5                                                   | 6                                                   | 7                                                   | 8                                                   | 9                                                   | 10                                                  | 11                                                  | 12                                                  | 13                                                  | 14                                                  | 15                                                  |                                                     |
| --------------------------------------------------- | --------------------------------------------------- | --------------------------------------------------- | --------------------------------------------------- | --------------------------------------------------- | --------------------------------------------------- | --------------------------------------------------- | --------------------------------------------------- | --------------------------------------------------- | --------------------------------------------------- | --------------------------------------------------- | --------------------------------------------------- | --------------------------------------------------- | --------------------------------------------------- | --------------------------------------------------- | --------------------------------------------------- | --------------------------------------------------- |
| Positie:                                            | 34                                                  | 17                                                  | 11                                                  | 3                                                   | 3                                                   | 4                                                   | 4                                                   | 5                                                   | 4                                                   | 5                                                   | 5                                                   | 8                                                   | 14                                                  | 17                                                  | 29                                                  | uit                                                 |

### NPO Radio 2 Top 2000
| Nummer met noteringen in de NPO Radio 2 Top 2000 | '02  | '03 | '04 | '05 | '06  | '07  | '08 | '09  | '10  | '11  | '12  | '13  |
| ------------------------------------------------ | ---- | --- | --- | --- | ---- | ---- | --- | ---- | ---- | ---- | ---- | ---- |
| Please Forgive Me                                | 1128 | 858 | 741 | 919 | 1078 | 1019 | 979 | 1798 | 1600 | 1597 | 1817 | 1956 |

1. ↑  Een vetgedrukt getal geeft de hoogste notering aan.
2. ↑  2002 was het eerste jaar met een notering voor dit nummer.
3. ↑  Deze tabel is bijgewerkt tot en met de laatste editie (2024).